# Безмалинович, Мислав
Мислав Безмалинович (хорв. Mislav Bezmalinović, 11 мая 1967, Сплит, Югославия — 31 августа 2024, Сплит, Хорватия) — югославский и хорватский ватерполист.

## Спортивная биография
Безмалинович родился в Сплите 11 мая 1967 года. Окончил экономический факультет. Свою карьеру в водном поло он начал в клубе «Ядран» в Сплите. Безмалинович играл за первую команду «Ядран» с 1982 по 1994 год, затем с 1994 по 1995 год играл за итальянскую «Пескару», а затем недолгое время за ватерпольный клуб «Салон» из Солина. В составе команды «Ядран» он выиграл чемпионат Югославии и Кубок Средиземноморья в 1991 году, а также два титула чемпиона Европы среди клубов в 1992 и 1993 годах.
В составе сборной Югославии по водному поло Безмалинович завоевал золотую медаль на Олимпиаде 1988 года в Сеуле. В составе сборной Югославии он завоевал серебряную медаль на чемпионате Европы 1989 года в Бонне. Его копилка трофеев в составе сборной Югославии пополнилась ещё одним золотом на чемпионате мира 1991 года в Перте. В 1991 году на Средиземноморских играх в Афинах он завоевал серебряную медаль. В последний раз он играл за сборную Югославии на подготовительном турнире в Дуйсбурге. Безмалинович, вместе с ещё несколькими игроками, выбыл из состава сборной Югославии перед началом чемпионата Европы по водному поло 1991 года в Афинах после начала открытой войны в Хорватии. С 1991 по 1994 год он играл за сборную Хорватии.
С 2012 года Безмалинович является членом Зала спортивной славы Сплита. Он умер 31 августа 2024 года.